# Vencer el desamor
Vencer el desamor là một telenovela của México được phát sóng trên Las Estrellas từ ngày 12 tháng 10 năm 2020 đến ngày 19 tháng 2 năm 2021. Bộ truyện được sản xuất bởi Rosy Ocampo. Loạt phim là một phần của thương hiệu "Vencer", sản xuất đầu tiên là Vencer el miedo.
Phim có sự tham gia của dàn diễn viên đứng đầu là Daniela Romo, Claudia Álvarez, Julia Urbini, Valentina Buzzurro, David Zepeda, Juan Diego Covarrubias và Emmanuel Palomares.

## Tóm tắt nội dung
Câu chuyện xoay quanh bốn người phụ nữ, ở nhiều độ tuổi và tầng lớp xã hội khác nhau, họ buộc phải sống chung dưới một mái nhà. Thoạt đầu, cuộc sống chung giữa họ rất phức tạp và căng thẳng do tầm nhìn và cách đối mặt với cuộc sống khác nhau, nhưng dần dần tình chị em và tình đoàn kết chiếm ưu thế khi nhận ra mối ràng buộc đặc biệt tồn tại giữa họ: mỗi người đều phải chịu đựng, dù bằng cách này hay cách khác. , sự vắng mặt và bị bỏ rơi của các đối tác tương ứng của họ.

## Diễn viên
- Claudia Álvarez trong vai Ariadna López Hernández
- David Zepeda trong vai Álvaro Falcón Albarrán
- Daniela Romo trong vai Bárbara Albarrán de Falcón
- Altair Jarabo trong vai Olga Collado[5]
- Juan Diego Covarrubias trong vai Eduardo Falcón Albarrán
- Emmanuel Palomares trong vai Gael Falcón Albarrán và Rommel Guajardo
- Julia Urbini trong vai Dafne Falcón Miranda
- Valentina Buzzurro trong vai Gemma Corona
- Alfredo Gatica trong vai Cuauhtémoc "Cuau" Vargas
- Issabela Camil trong vai Linda Brown[6]
- Josh Gutiérrez trong vai Néstor Ibarra
- José Elías Moreno Jr. trong vai Joaquín Falcón Ruiz[6]
- Christian de la Campa trong vai Paulo
- Alejandra García trong vai Romina Inunza
- Lourdes Reyes trong vai Josefina Miranda[6]
- Claudia Ríos trong vai Levita Corona
- Raquel Morell trong vai Imelda
- Patricia Martinez trong vai Martha
- Francisco Avendaño trong vai Eugenio
- Bárbara Falconi trong vai Cassandra Ríos
- Ivan Carranza trong vai Humberto
- Paco Luna trong vai Juanjo
- Mildred Feuchter trong vai Ivette
- Gabriela Zas trong vai Yola
- Tizoc Arroyo trong vai Calixto
- Moisés Manzano trong vai Onofre Corona
- Jorge Alberto Bolaños trong vai Silvestre Salmerón
- Iker García Meza trong vai Tadeo Falcón López
- Mía Martínez trong vai Clara María "Clarita" Ibarra Falcón
- Leonardo Daniel trong vai Lino Ferrer (tập 43-49)[7]
- Beatriz Moreno trong vai Doña Efigenia "Efi" Cruz
- Mauricio García-Muela trong vai Guillermo "Memo" Estévez
- Ricardo Baranda trong vai Bruno
- Mariana Espinoza trong vai Erika
- Andrés Vásquez trong vai Dimitri "Dimi"
- Axel Araiza trong vai Poncho
- Elena Lizarraga trong vai Elena
- Carlos Bonavides trong vai Padre Antero
- Ariane Pellicer trong vai Guadalupe "Lupe" Guajardo
- Marco Treviño trong vai Lino Ferrer (tập 52-93)[8]